# Flaming Star (película de 1960)
Estrella de fuego (Flaming star) es una película estadounidense dirigida por Don Siegel y protagonizada por Elvis Presley, basada en la novela Flaming Lance de Claire Huffaker.

## Argumento
Elvis Presley interpreta a Pacer Burton, el hijo de un ranchero blanco (John McIntire) y su hermosa esposa kiowa (Dolores del Río). Cuando en el territorio estalla la guerra entre los blancos y los indios, Pacer ha de elegir a qué bando deberá aliarse.

## Reparto
- Elvis Presley como Pacer Burton.
- Barbara Eden como Roslyn Pierce.
- Dolores del Río como Neddy Burton.
- Steve Forrest como Clint Burton.
- John McIntire como Sam "Pa" Burton.

## Desarrollo
La película se basó en la novela Flaming Lance de Clair Huffaker , que se publicó en 1958. 
Los derechos cinematográficos fueron adquiridos por 20th Century Fox y Nunally Johnson fue el encargado de escribir el guion. Originalmente se tituló The Brothers of Flaming Arrow , y luego Flaming Lance  En mayo de 1958, Fox anunció que el rodaje de una versión cinematográfica comenzaría al mes siguiente.  Johnson recordó más tarde que el estudio dijo que «no podían hacerla porque costaría demasiado para un western y un western no podría conseguir tanto como costear, algo así». 
Al propio autor, Huffaker le pidieron que hiciera algunas reescrituras. "Me llevó dos semanas reescribir el guion y solo diez días el libro", dijo. "Lamento decirlo, pero al reescribir el guion, creo que la historia es mejor que la original". 
Frank Sinatra y Marlon Brando fueron originalmente programados para interpretar a los hermanos  antes de que Fox decidiera elegir a Presley para el papel principal.  La película anterior de Presley, GI Blues , había sido un éxito de taquilla y había dado lugar a uno de sus álbumes más vendidos . Sin embargo, decidido a que Presley pidió papeles con menos canciones, el trabajo en pantalla tuvo un enfoque mucho más serio.
"Físicamente está bien", dijo el productor David Weisbart , quien produjo la primera película de Presley, Love Me Tender . "Su entrenamiento en el ejército y las aficiones atléticas que adquirió allí lo han dejado en una condición física excepcional. Probablemente siempre fue elegante... pero ahora su elegancia ha sido entrenada, refinada y desarrollada. Además, su ligero acento de Mississippi no es un problema en una película ambientada en el oeste de Texas ". 
El director Don Siegel filmó pruebas con Presley usando lentes de contacto oscuros, pero decidió que le restaban demasiado valor a la actuación de Presley y los descartó. 
«No tenemos el coraje suficiente para presentar a Elvis del todo sin ninguna canción. Las hemos distribuido (las canciones) donde habrían surgido de forma natural», dijo Weisbart. «En una fiesta fronteriza, en un campamento y durante un paseo a caballo por las llanuras».
Fox quería una canción temática, así que Huffaker cambió el título a Black Star , que le pareció más apropiado que Flaming Lance . Inventó una antigua leyenda india sobre una estrella negra. "No hubo problema en cambiar el título y escribir una canción sobre una estrella", dijo. 
Presley grabó una canción temática, pero luego fue regrabada como "Flaming Star", usando la misma letra y melodía. 
Flaming Star iba a incluir inicialmente cuatro canciones. Siegel deseaba que Presley no pareciera "profesional" en esas escenas: "Debería tener cierta torpeza y la ausencia de los gestos de Presley".  Finalmente, Presley exigió que se eliminaran dos canciones, dejando solo la canción principal y un breve número en la escena inicial de la fiesta de cumpleaños.  A pesar del deseo mencionado de Presley de hacer películas con menos canciones, esta sería la última de sus películas en tener un número mínimo de canciones hasta el estreno en 1969 de. Charro!, que casualmente al igual que su siguiente western, solo incluyó la canción principal. 

### Rodaje
El rodaje comenzó en agosto de 1960. Partes de la película se rodaron en Delle, Lone Rock y Skull Valley , Utah . También se filmó en Rancho El Conejo, en Thousand Oaks, California. 
Barbara Steele , originalmente contratada para interpretar al interés amoroso, fue reemplazada durante la filmación por Barbara Eden después de que los ejecutivos del estudio decidieran que el acento británico de Steele era demasiado pronunciado,  aunque Steele afirma que había renunciado. 

## Soundtrack
El tema principal de la película, Flaming Star, fue incluido en el disco Elvis by Request, del mítico Elvis Presley. 